# Кардаха
Кардаха (на арабски: قرداحة) е град в западната част на Сирия, разположен в мухафаза Латакия. Към 2010 година населението на града е 17 949 души.

## Личности
Родени в Кардаха
- Хафез Асад (1930-2000), сирийски държавник
- Рифат Асад (* 1937), сирийски военен, брат на Хафез Асад